# حقوق الإنسان في إستونيا

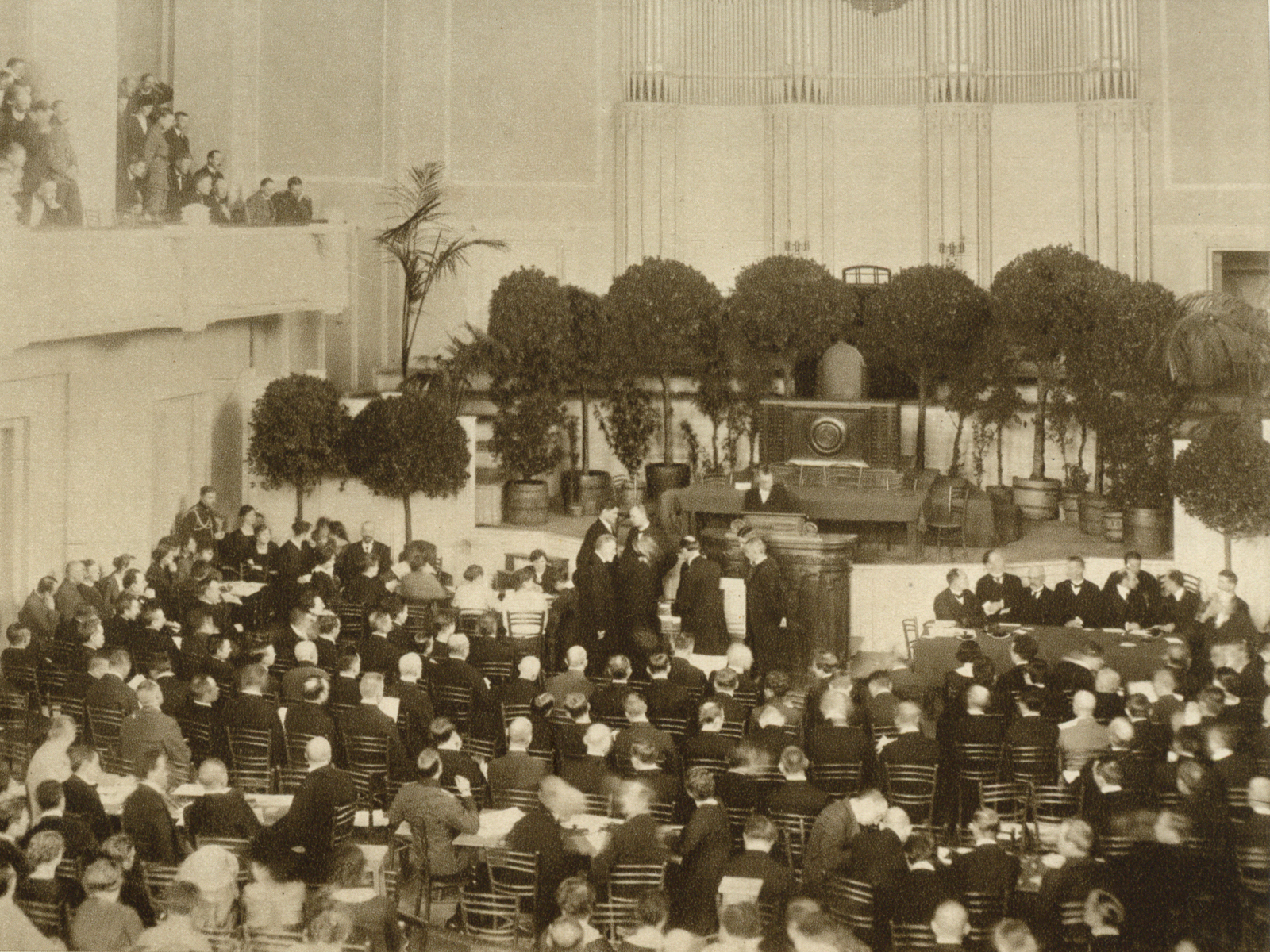
جمعية مستوطنة إستونيا، بينانغ، انعقدت في أبريل 1919

اعتُرف بحقوق الإنسان في إستونيا بأنها تحظى باحترام الحكومة عمومًا، في حين توجد مخاوف في بعض المجالات مثل ظروف الاحتجاز واستخدام الشرطة للقوة وإساءة معاملة الأطفال، صُنفت إستونيا بتصنيف فوق المتوسط لكل من الديمقراطية وحرية الصحافة والخصوصية والتنمية البشرية. يُكفل للأفراد الحقوق الأساسية بموجب الدستور والقوانين التشريعية والمعاهدات المتعلقة بحقوق الإنسان التي صدّقت عليها الحكومة الإستونية.
لم تجد العديد من المنظمات الدولية ومنظمات حقوق الإنسان مثل هيومن رايتس ووتش ومنظمة الأمن والتعاون في أوروبا سنة 1993 ومجلس حقوق الإنسان التابع للأمم المتحدة سنة 2008 أي دليل أو نمط للانتهاكات المنهجية لحقوق الإنسان أو التمييز على أسس عرقية، في حين أعرب آخرون مثل منظمة العفو الدولية سنة 2009 عن مخاوفهم بشأن الأقلية الروسية الناطقة بالروسية.

## التاريخ
انتُهكت حقوق الإنسان الفردية والإستونية الجماعية بوصفها كيانًا عرقيًا، باستمرار مدة ثمانية قرون، منذ الحروب الصليبية الشمالية وحكم ألمانيا البلطيق، تلاها قرنان من السيادة الإمبراطورية الروسية، وانتهت بنصف قرن من الاحتلال السوفيتي. تضمن أول دستور لإستونيا عام 1920 ضمانات للحقوق المدنية والسياسية، التي كانت المعيار السائد وقتها. كان قانون الاستقلالية الثقافية عام 1925 تشريعًا مبتكرًا ينص على حماية الحقوق الجماعية للمواطنين من الأعراق غير الإستونية.

## إستونيا في النظام الدولي لحقوق الإنسان
حتى نهاية عام 2010، أصدرت المحكمة الأوروبية لحقوق الإنسان 23 حكماً في قضايا مرفوعة ضد إستونيا، ابتداءً من عام 2001، وُجد من بين 19 حالة انتهاك واحد على الأقل للاتفاقية الأوروبية لحقوق الإنسان أو بروتوكولاتها. سنة 2001، وَجهت إستونيا دعوة دائمة إلى الإجراءات الخاصة لمجلس حقوق الإنسان التابع للأمم المتحدة.

### المشاركة في المعاهدات الأساسية لحقوق الإنسان
| معاهدات الأمم المتحدة                                                                   | مشاركة إستونيا | المعاهدات الأساسية الخاصة بمركز التميز                                       | مشاركة إستونيا |
| --------------------------------------------------------------------------------------- | -------------- | ---------------------------------------------------------------------------- | -------------- |
| اتفاقية القضاء على جميع أشكال التمييز العنصري                                           | الانضمام 1991  | الاتفاقية الأوروبية لحقوق الإنسان                                            | صدق 1996       |
| العهد الدولي الخاص بالحقوق المدنية والسياسية                                            | الانضمام 1991  | البروتوكول 1 (ECHR)                                                          | صدق 1996       |
| البروتوكول الاختياري الأول (ICCPR)                                                      | الانضمام 1991  | البروتوكول 4                                                                 | صدق 1996       |
| البروتوكول الاختياري الثاني (ICCPR)                                                     | الانضمام 2004  | البروتوكول 6                                                                 | صدق 1998       |
| العهد الدولي الخاص بالحقوق الاقتصادية والاجتماعية والثقافية                             | الانضمام 1991  | البروتوكول 7                                                                 | صدق 1996       |
| اتفاقية القضاء على جميع أشكال التمييز ضد المرأة                                         | الانضمام 1991  | البروتوكول 12                                                                | وقع 2000       |
| البروتوكول الاختياري (CEDAW)                                                            | غير موقع       | البروتوكول 13                                                                | صدق 2004       |
| اتفاقية الأمم المتحدة لمناهضة التعذيب                                                   | الانضمام 1991  | الميثاق الاجتماعي الأوروبي                                                   | غير موقع       |
| البروتوكول الاختياري (CAT)                                                              | صدق 2006       | البروتوكول الإضافي عام 1988 (ESC)                                            | غير موقع       |
| اتفاقية حقوق الطفل                                                                      | الانضمام 1991  | البروتوكول الإضافي عام 1995                                                  | غير موقع       |
| البروتوكول الاختياري المتعلق بإشراك الأطفال في النزاعات المسلحة                         | وقع 2003       | الميثاق الاجتماعي الأوروبي المعدل                                            | صدق 2000       |
| البروتوكول الاختياري بشأن بيع الأطفال وبغاء الأطفال واستغلال الأطفال في المواد الإباحية | صدق 2004       | الاتفاقية الأوروبية لمنع التعذيب والمعاملة أو العقوبة اللاإنسانية أو المهينة | صدق 1996       |
| اتفاقية حماية حقوق جميع العمال المهاجرين وأفراد أسرهم                                   | غير موقع       | الميثاق الأوروبي للغات الإقليمية أو لغات الأقليات                            | غير موقع       |
| اتفاقية حقوق الأشخاص ذوي الإعاقة                                                        | وقع 2007       | الاتفاقية الإطارية لحماية الأقليات القومية                                   | صدق 1997       |
| البروتوكول الاختياري (CRPD)                                                             | غير موقع       | اتفاقية العمل ضد الاتجار بالبشر                                              | صدق 2015       |

### أحدث الوثائق في إجراءات إعداد التقارير
| تقرير هيئة الخبراء                           | تقرير الدولة | وثيقة هيئة الخبراء |
| -------------------------------------------- | ------------ | ------------------ |
| لجنة حقوق الإنسان                            | 2018         | 2019               |
| لجنة الحقوق الاقتصادية والاجتماعية والثقافية | 2017         | 2019               |
| لجنة القضاء على التمييز العنصري              | 2019         | 2014               |
| لجنة مناهضة التعذيب                          | 2011         | 2013               |
| لجنة حقوق الطفل                              |              | 2017               |
| لجنة القضاء على التمييز ضد المرأة            | 2015         | 2016               |
| اللجنة الأوروبية للحقوق الاجتماعية           | 2020         | 2019-2020          |
| لجنة منع التعذيب                             | لم ينص       | 2019               |
| اللجنة الاستشارية                            | 2019         | 2015               |
| المفوضية الأوروبية لمناهضة العنصرية والتعصب  | لم ينص       | 2015               |

## لمحات عامة عن منظمات حقوق الإنسان

### منظمة العفو الدولية
وفقًا لمنظمة العفو الدولية، تواجه الأقليات اللغوية تمييزًا في عدد من المجالات خاصةً في مجال التوظيف والتعليم. تعرض المهاجرون للمضايقات من مسؤولي الدولة وللهجمات من الجماعات المتطرفة. ورُفضت التحقيقات الجنائية في مزاعم الاستخدام المفرط للقوة من الشرطة. قدمت شرطة الأمن الإستونية كايا تسيبو ليتسي -شرطة الدفاع- مزاعم ضد مركز المعلومات القانونية لحقوق الإنسان، إذ تزعم على نطاق واسع أنها محاولة لتشويه تمثيل المنظمة وتقويض عملها.

### منظمة هيومن رايتس ووتش
حسب تقريرها عام 1993، لم تجد المنظمة انتهاكات منهجية وخطيرة لحقوق الإنسان في مجال المواطنة. يكفل دستور إستونيا لغير المواطنين في إستونيا الحقوق الأساسية، لكن توجد بعض المشكلات المتعلقة بالاندماج الناجح لبعض المقيمين الدائمين وقت حصول إستونيا على الاستقلال.

### منظمة دار الحرية
وفقًا لهذه المنظمة، تتمتع إستونيا بحقوق سياسية وحريات مدنية واسعة. يُسمح للأحزاب السياسية بالتنظيم بحرية وكانت الانتخابات حرة ونزيهة. يُحترم وصول الجمهور إلى المعلومات الحكومية وتتمتع الدولة بحرية الصحافة، مع أن تقريرًا صدر عام 2007 ناقش جهاز الأمن في إستونيا كايا تسيبو ليتسي -شرطة الدفاع- بوصفه الشرطة السياسية في البلاد. تُحترم الحرية الدينية في القانون والممارسة. يُعد الفساد مشكلة صغيرة نسبيًا في إستونيا. السلطة القضائية مستقلة ولا تعاني تدخل الحكومة.

### مجلس حقوق الإنسان التابع للأمم المتحدة
أشار تقرير عام 2008 المعني بالعنصرية لدى مجلس حقوق الإنسان التابع للأمم المتحدة إلى وجود إرادة سياسية لدى سلطات الدولة الإستونية لمحاربة مظاهر العنصرية والتمييز في إستونيا. ووفقًا للتقرير، فإن ممثلي المجتمعات الناطقة بالروسية في إستونيا رأوا أن أهم شكل من أشكال التمييز في إستونيا ليس عرقيًا، بل قائم على اللغة (الفقرة 56). وقد أعرب المقرر عن عدة توصيات، متضمنًا تعزيز سلطة وزير العدل وتيسير منح الجنسية للأشخاص الذين لا يحملون جنسية محددة وجعل السياسة اللغوية موضوع نقاش لوضع استراتيجيات تعكس بصورة أفضل الطابع متعدد اللغات للمجتمع (الفقرات 92-89).

### لجنة الأمم المتحدة للقضاء على جميع أشكال التمييز العنصري
تفحص لجنة الأمم المتحدة للقضاء على التمييز العنصري التقارير المنتظمة للدول الأعضاء حول كيفية تنفيذ الحقوق بموجب المادة 9 من الاتفاقية الدولية للقضاء على جميع أشكال التمييز العنصري. ونوهت اللجنة في ملاحظاتها الختامية عام 2010 ببعض الجوانب الإيجابية، وأثارت مخاوف وقدمت توصيات فيما يتعلق بامتثال إستونيا للاتفاقية. تضمنت بواعث القلق المذكورة في التقرير: نقص حماية الأقليات من خطاب الكراهية، وعدم اعتبار الدافع العنصري للجرائم ظرفًا مشددًا، والتركيز القوي على اللغة الإستونية في إستراتيجية تكامل الدولة، واستخدام النهج العقابي لتعزيز اللغة الإستونية، والقيود المفروضة على استخدام لغة الأقليات في الخدمات العامة، وانخفاض مستوى تمثيل الأقليات في الحياة السياسية، واستمرار ارتفاع عدد الأشخاص الذين يحملون جنسية غير محددة، إلخ.